# Chueca
Chueca è un comune spagnolo di 269 abitanti situato nella comunità autonoma di Castiglia-La Mancia.